# Tarbosaurus
Tarbosaurus bataar var en dinosaurus, som levede i Asien for omkring 70 millioner år siden i den sene kridttid. Der er funder fossiler i Mongoliet og i Kina. Den har haft en længde på omkring 12 meter og har været ca. 4-5 meter i højden. Nogle eksperter ser den som en asiatisk udgave af Tyrannosaurus. Nogle af dens slægtninge var Albertosaurus, Gorgosaurus og Eotyrannus.